# كورت بيكر (سياسي)
كورت بيكر هو سياسي ألماني، ولد في 7 أغسطس 1905 في مونشنغلادباخ في ألمانيا، وتوفي بنفس المكان في 21 فبراير 1987. نشط حزبياً في الاتحاد الديمقراطي المسيحي وحزب الوسط. وقد انتخب عضو في البوندستاغ الألماني خلال فترته النيابية ‏ (15 أكتوبر 1957 – 15 أكتوبر 1961).